# Setubinha
Setubinha este un oraș în Minas Gerais (MG), Brazilia.